# Oružane snage Rijeke
Oružane Snage Rijeke (talijanski: Forze Armate Fiumane) su bile vojne, policijske i pomoćne postrojbe riječke Uprave za Kvarner.

## Jedinice u dobaRiječkog Pothvata
Talijanski senator i pukovnik Francesco Lorenzo Pullè, u svom posjetu Rijeci je zabilježio da su se riječke trupe 18. studenog 1919. godine sastajale od:
| Jedinica                                          | Službenici | Legionari | Ukupno |
| ------------------------------------------------- | ---------- | --------- | ------ |
| Skupina Bersaglieri Dezzani                       | 160        | 2.314     | 2.474  |
| Skupina Arditi Repetto                            | 151        | 1.914     | 2.065  |
| Brigada Randaccio                                 | 0          | 1.060     | 1.060  |
| Topničko Zapovjedništvo                           | 85         | 774       | 859    |
| Bojna Riječkih Dobrovoljaca (Volontari Fiumani)   | 45         | 584       | 629    |
| Brigada Sesia                                     | 0          | 600       | 600    |
| Bojna Julijskih Dobrovoljaca (Volontari Giuliani) | 54         | 448       | 502    |
| Brigada Firenze                                   | 0          | 500       | 500    |
| Vodstvo i logistička služba                       | 45         | 343       | 388    |
| Guardia di Finanza                                | 15         | 329       | 344    |
| Comando Genio                                     | 11         | 233       | 244    |
| Bersaglieri Biciklisti                            | 24         | 190       | 214    |
| Dobrovoljci                                       | 0          | 200       | 200    |
| Granatieri                                        | 0          | 180       | 180    |
| Specijalna Kompanija Arditi                       | 2          | 132       | 134    |
| Arma dei Carabinieri                              | 1          | 132       | 133    |
| 1ª i 2ª Grupa Blindiranih Vozila                  | 11         | 82        | 93     |
| Genio Minatori                                    | 4          | 74        | 78     |
| Konjica                                           | 7          | 69        | 76     |
| Ukupno                                            | 615        | 10.158    | 10.773 |

## Pravni položaj
Riječke Oružane Snage su bile podjeljene u:
- Kopnene Snage (Armate di Terra)
- Ratna Mornarica (tkzv. Flotta del Carnaro)
- Dodatne Snage (Forze Ausiliarie)